# كودونغالور
كودونغالور (بالأردية: کوڈنگلور، بالإنجليزية: Kodungallur، بالفارسية: کدونگالور)، كانت تسمى بمسميات منها: موزيريس (بالبرتغالية: Cranganor; Mahodayapuram, Shingly, Vanchi, Muchiri, Muyirikkode, and Muziris): هي مدينة ذات أهمية تاريخية تقع على ساحل ماليبار في منطقة ثريسور في كيرلا، الهند. تبلغ مساحتها 36 كيلومتر (22 ميل) شمال كوتشي (كيرلا) 38 كـم (24 ميل) من تريشور. كانت كودونغالور، باعتبارها مدينة ساحلية تقع في الطرف الشمالي من بحيرات كيرالا، بمثابة نقطة دخول استراتيجية للأساطيل البحرية إلى كيرلا باك ووترس الممتدة.